# Liga Premier de Siria
La Liga Premier de Siria es la máxima categoría del fútbol profesional en Siria, el torneo se disputa desde 1966 y está organizada por la Federación de Fútbol de Siria. 
El club Al-Jaish SC de la ciudad de Damasco es el club más ganador de la liga con 17 títulos. 
La inestabilidad política y conflictos armados en el país han llevado a suspender varias ediciones del campeonato, la última de ellas por el inicio de la Guerra Civil Siria en 2011.
El equipo campeón clasifica a la Copa AFC.

## Equipos temporada 2020-21
| Club        | Ciudad      | Estadio                          | Capacidad |
| ----------- | ----------- | -------------------------------- | --------- |
| Al-Fotuwa   | Deir ez-Zor | Estadio Municipal de Deir ez-Zor | 13,000    |
| Al-Horgelah | Al-Horjelah | Estadio Al-Jalaa                 | 10,000    |
| Al-Horriya  | Alepo       | Estadio Al-Hamadaniah            | 18,000    |
| Al-Ittihad  | Alepo       | Estadio 7 de Abril               | 12,000    |
| Al-Jaish    | Damasco     | Estadio Abbasiyyin               | 30,000    |
| Al-Karamah  | Homs        | Estadio Khalid ibn al-Walid      | 32,000    |
| Al-Sahel    | Tartús      | Estadio Basel al-Ásad            | 8,000     |
| Al-Shorta   | Damasco     | Estadio Tishreen                 | 12,000    |
| Al-Taliya   | Hama        | Estadio Municipal de Hama        | 22,000    |
| Al-Wahda    | Damasco     | Estadio Abbasiyyin               | 30,000    |
| Al-Wathba   | Homs        | Estadio Khalid ibn al-Walid      | 32,000    |
| Hutteen     | Latakia     | Estadio Latakia Sports City      | 45,000    |
| Jableh      | Jableh      | Estadio Al-Baath                 | 10,000    |
| Tishreen SC | Latakia     | Estadio Al-Assad                 | 28,000    |

## Palmarés
| Temporada | Campeón              | Subcampeón           |
| --------- | -------------------- | -------------------- |
| 1966–67   | Al-Ittihad Aleppo SC | Ghazy Club           |
| 1967–68   | Al-Ittihad Aleppo SC | Ghazy Club           |
| 1968–69   | Barada SC            | Ghazy Club           |
| 1969–70   | Barada SC            | Ghazy Club           |
| 1970–71   | No disputado         | No disputado         |
| 1971–72   | No disputado         | No disputado         |
| 1972–73   | Al-Jaish SC          | Al-Shorta SC         |
| 1973–74   | No disputado         | No disputado         |
| 1974–75   | Al-Karama SC         | Al-Fotuwa SC         |
| 1975–76   | Al-Jaish SC          | Al-Shorta SC         |
| 1976–77   | Al-Ittihad Aleppo SC | Al-Karama SC         |
| 1977–78   | No disputado         | No disputado         |
| 1978–79   | Al-Jaish SC          | Al-Shorta SC         |
| 1979–80   | Al-Shorta SC         | Al-Horriya SC        |
| 1980–81   | No disputado         | No disputado         |
| 1981–82   | Tishreen SC          | Al-Wathba SC         |
| 1982–83   | Al-Karama SC         | Al-Ittihad Aleppo SC |
| 1983–84   | Al-Karama SC         | Jableh SC            |
| 1984–85   | Al-Jaish SC          | Al-Karama SC         |
| 1985–86   | Al-Jaish SC          | Jableh SC            |
| 1986–87   | Jableh SC            | Al-Karama SC         |
| 1987–88   | Jableh SC            | Al-Ittihad Aleppo SC |
| 1988–89   | Jableh SC            | Al-Shorta SC         |
| 1989–90   | Al-Fotuwa SC         | Al-Karama SC         |
| 1990–91   | Al-Fotuwa SC         | Jableh SC            |
| 1991–92   | Al-Horriya SC        | Jableh SC            |
| 1992–93   | Al-Ittihad Aleppo SC | Al-Karama SC         |
| 1993–94   | Al-Horriya SC        | Jableh SC            |
| 1994–95   | Al-Ittihad Aleppo SC | Jableh SC            |
| 1995–96   | Al-Karama SC         | Hutteen SC           |
| 1996–97   | Tishreen SC          | Al-Jaish SC          |
| 1997–98   | Al-Jaish SC          | Al-Karama SC         |
| 1998–99   | Al-Jaish SC          | Al-Karama SC         |
| 1999–00   | Jableh SC            | Hutteen SC           |
| 2000–01   | Al-Jaish SC          | Al-Karama SC         |
| 2001–02   | Al-Jaish SC          | Al-Ittihad Aleppo SC |
| 2002–03   | Al-Jaish SC          | Al-Ittihad Aleppo SC |
| 2003–04   | Al-Wahda SC          | Al-Karama SC         |
| 2004–05   | Al-Ittihad Aleppo SC | Al-Karama SC         |
| 2005–06   | Al-Karama SC         | Al-Jaish SC          |
| 2006–07   | Al-Karama SC         | Al-Ittihad Aleppo SC |
| 2007–08   | Al-Karama SC         | Al-Majd SC           |
| 2008–09   | Al-Karama SC         | Al-Ittihad Aleppo SC |
| 2009–10   | Al-Jaish SC          | Al-Karama SC         |
| 2010–11   | Suspendido           | Suspendido           |
| 2011–12   | Al-Shorta SC         | Al-Jaish SC          |
| 2012–13   | Al-Jaish SC          | Al-Shorta SC         |
| 2013–14   | Al-Wahda SC          | Al-Jaish SC          |
| 2014–15   | Al-Jaish SC          | Al-Wahda SC          |
| 2015–16   | Al-Jaish SC          | Al-Wahda SC          |
| 2016–17   | Al-Jaish SC          | Tishreen SC          |
| 2017–18   | Al-Jaish SC          | Al-Ittihad Aleppo SC |
| 2018–19   | Al-Jaish SC          | Tishreen SC          |
| 2019–20   | Tishreen SC          | Al-Wathba SC         |
| 2020–21   | Tishreen SC          | Al-Jaish SC          |
| 2021–22   | Tishreen SC          | Al-Wathba SC         |
| 2022–23   | Al-Fotuwa SC         | Al-Ittihad Aleppo SC |
| 2023–24   | Al-Fotuwa SC         | Jableh SC            |
| 2024–25   | Al-Ittihad Aleppo SC | Al-Karama SC         |

## Títulos por club
| Club                      | Ciudad      | Campeón | Subcampeón | Años campeón                                                                                         |
| ------------------------- | ----------- | ------- | ---------- | --- |
| Al-Jaish SC               | Damasco     | 17      | 5          | 1973, 1976, 1979, 1985, 1986, 1998, 1999, 2001, 2002, 2003, 2010, 2013, 2015, 2016, 2017, 2018, 2019 |
| Al-Karama SC              | Homs        | 8       | 12         | 1975, 1983, 1984, 1996, 2006, 2007, 2008, 2009                                                       |
| Al-Ittihad Aleppo SC      | Aleppo      | 7       | 8          | 1967, 1968, 1977, 1993, 1995, 2005, 2025                                                             |
| Tishreen SC               | Latakia     | 5       | 2          | 1982, 1997, 2020, 2021, 2022                                                                         |
| Jableh SC                 | Jableh      | 4       | 7          | 1987, 1988, 1989, 2000                                                                               |
| Al-Fotuwa SC (Ghazy Club) | Deir ez-Zor | 4       | 5          | 1990, 1991, 2023, 2024                                                                               |
| Al-Shorta SC              | Damasco     | 2       | 5          | 1980, 2012                                                                                           |
| Al-Wahda SC               | Damasco     | 2       | 2          | 2004, 2014                                                                                           |
| Al-Horriya SC             | Aleppo      | 2       | 1          | 1992, 1994                                                                                           |
| Barada SC                 | Damasco     | 2       | -          | 1969, 1970                                                                                           |
| Al-Wathba SC              | Homs        | -       | 3          | -----                                                                                                |
| Hutteen SC                | Latakia     | -       | 2          | -----                                                                                                |
| Al-Majd SC                | Damasco     | -       | 1          | -----                                                                                                |

## Títulos por ciudad
| Ciudad      | Títulos | Clubes                                   |
| ----------- | ------- | ---------------------------------------- |
| Damasco     | 23      | Al-Jaish, Al-Shorta, Al-Wahda, Barada SC |
| Aleppo      | 9       | Al-Ittihad, Al-Hurriya                   |
| Homs        | 8       | Al-Karamah                               |
| Latakia     | 5       | Tishreen SC                              |
| Jableh      | 4       | Jableh SC                                |
| Deir ez-Zor | 4       | Al-Futowa                                |